# الدوري الباراغواياني لكرة القدم 1986
الدوري الأوروغواياني لكرة القدم 1986 (بالإسبانية: Campeonato Paraguayo de Fútbol 1986) هو الموسم 76 من الدوري الباراغواياني لكرة القدم. كان عدد الأندية المشاركة فيه 10، وفاز فيه نادي سول دي أميريكا.